# Псалом 41 и 42

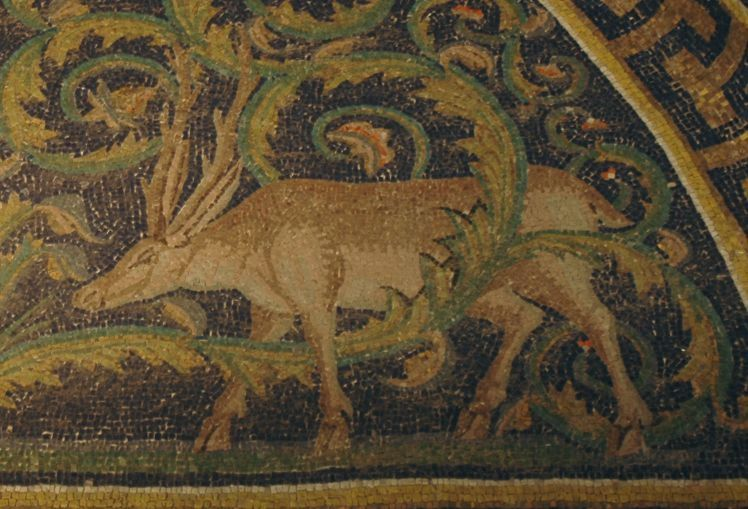
«Как лань желает к потокам воды…» (Мозаика из равеннского Мавзолея Галлы Плацидии)

Сорок первый псало́м и Сорок второй псало́м — псалмы 41—42 из книги Псалтирь (в масоретской нумерации — 42-й и 43-й) составляют смысловое единство и в древности, возможно, представляли собой одно произведение — молитву изгнанника. 41-й псалом начинает вторую часть Псалтири (псалмы 41—71).

## Надписание и авторство
Надписание 41-го псалма в синодальном переводе Библии: «Начальнику хора. Учение. Сынов Кореевых» соответствует надписанию в Танахе и Септуагинте. Исходя из надписания авторами являются привратники Храма, принадлежавшие к семейству потомков Корея (1Пар. 9:19), возможно, того самого, который поднял бунт против Моисея (Чис. 16). Надписание в славянской Библии — «В конец, в разум сынов Кореовых, псалом Давиду».
42-й псалом в еврейском тексте надписания не имеет; в Септуагинте имеет, вероятно, позднейшего происхождения, надписание «Псалом Давида»; в славянской Библии (в соответствии с Септуагинтой) — «Псалом Давиду, не надписан у еврей». Смысловое единство псалмов 41—42 указывает, однако, на общего автора. Присутствие в надписании псалмов имени Давида толкуется так, что эти псалмы посвящены ему.

## Содержание
Псалмы 41—42 представляют собой молитву изгнанника, состоящую из трёх частей. Первые две части входят в 41-й псалом, третья — в 42-й псалом. Заключительный стих в каждой из трёх частей — один и тот же. По мнению большинства толкователей эти псалмы написаны одним из сынов Кореевых, сопровождавших царя Давида во время его бегства из Иерусалима во время мятежа, который поднял против Давида его сын Авессалом (2Цар. 15). Тем, что эти псалмы посвящены Давиду, можно объяснить упоминание о нём в их надписании в Септуагинте и славянской Библии.
Согласно еврейской традиции, псалмы 41—42 содержат пророчество об изгнании евреев из земли Израиля (галуте).

## 41-й псалом в культуре

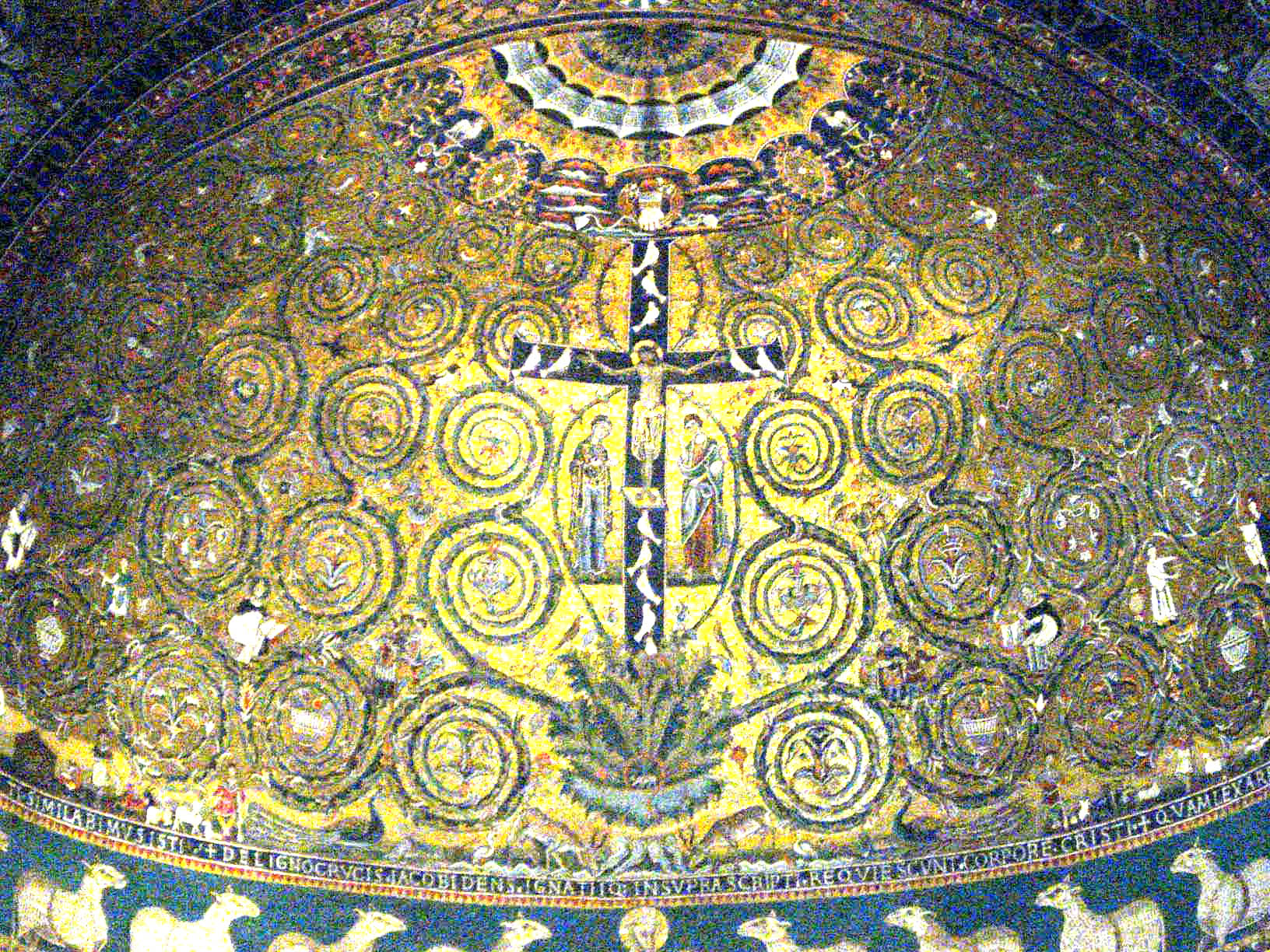
Мозаика в апсиде базилики Сан-Клементе. Из источника, бьющего из подножия Креста, пьют два оленя

В древней Александрийской церкви 41-й псалом исполнялся во время причащения, то есть на том месте, где сейчас в византийском обряде поётся «Тело Христово примите…». Иноческая литература раннехристианского Египта на примере 40-го псалма так объясняла непременный еженедельный выход подвижников из пустыни в город для участия в евхаристии:
В Писании сказано: «Как лань желает к потокам воды, так желает душа моя к Тебе, Боже!» Олени в пустыне едят много змей, и потом, когда яд змеиный начнёт жечь их, они быстро бегут к воде, и когда напьются, воспаление от яда проходит. Так и иноков, живущих в пустыне, жжёт яд злых помыслов, внушаемых бесами, и они с нетерпением ждут субботы и воскресенья, чтобы идти на источники водные, то есть приступить к Телу и Крови Господней, дабы очиститься от скверн лукавого.
Сравнение христианина, обретающего в евхаристии источник воды живой, с ланью, стремящейся к потокам воды, является одной из популярных тем раннехристианского искусства. В качестве примера можно привести мозаики равеннского мавзолея Галлы Плацидии (V век) и апсиды римской базилики святого Климента (в нынешнем виде — XII век, но есть основания полагать, что она перенесена из «нижней» базилики V века).
Переложения 41-го псалма на музыку:
- Sicut cervus (Джованни Пьерлуиджи, XVI век)
- As Pants the Hart (Гендель, XVIII век)
- «Псалом 42» (Мендельсон, XIX век)
- «Псалом 41, куплет 2» (2e verset du 41e Psaume) (Шарль Валантен Алькан, XIX век)[3]